# Iwan Roberts
Iwan Wyn Roberts (født 26. juni 1968 i Bangor, Wales) er en walisisk tidligere fodboldspiller (angriber).
Roberts tilbragte hele sin 19 år lange karriere i England, hvor han primært spillede i klubber i de lavere rækker. Han repræsenterede blandt andet Watford, Huddersfield, Leicester og Norwich. Hos Norwich spillede han mere end 250 kampe over en periode på syv år, og blev valgt ind i klubbens Hall of Fame.
Roberts spillede desuden 15 kampe for Wales' landshold, som han debuterede for 11. oktober 1989 i en VM-kvalifikationskamp på hjemmebane mod Holland.